# La gata sobre la teulada de zinc calenta
|  | Per a altres significats, vegeu «Cat on a Hot Tin Roof». |

La gata sobre la teulada de zinc calenta (en anglès Cat on a Hot Tin Roof) és una obra de teatre de Tennessee Williams. Una de les més conegudes obres de Williams i la seva favorita. L'obra va guanyar el Premi Pulitzer de Drama en 1955. La gata sobre la teulada de zinc, compta amb diversos temes recurrents, com els costums socials, la cobdícia, la superficialitat, la decadència, el desig sexual, i la mort. Ha estat traduïda al català per Joan Sellent.
L'obra va ser adaptada al cinema en una pel·lícula del mateix nom el 1958, protagonitzada per Elizabeth Taylor i Paul Newman com Maggie i Brick, respectivament.

## Argument
La gata sobre la teulada de zinc és la història dels Pollitt una família del Sud dels Estats Units en situació de crisi, especialment el matrimoni format per Brick i Margaret (normalment apel·lada Maggie o "Maggie la Gata"), i la seva relació amb la família d'ell en el transcurs de la vetllada en una finca en Mississipi.
La festa és per a celebrar l'aniversari del patriarca, Big Daddy Pollitt, que posseeix una plantació de cotó i la seva recuperada bona salut. Tots els membres de la família són conscients que Big Daddy està morint de càncer excepte l'afectat i la seva esposa, Big Mama, als qui han enganyat per a evitar-los el dolor el dia de l'aniversari.
Maggie, enginyosa i bella, va escapar d'una infància de pobresa per a casar-se amb Brick, un membre de la família Pollitt, però es troba que les seves necessitats afectives no estan cobertes. La família és conscient que Brick no dorm amb Maggie des de fa temps, la qual cosa provoca enorme tensió en el matrimoni.
Brick, un heroi del futbol en decadència, l'enfureix en ignorar l'intent del seu germà Gooper si es fes amb el control de la fortuna familiar. La indiferència de Brick i la seva manera de beure gairebé contínua porten causa en el recent suïcidi del seu amic Skipper. Maggie tem que l'angoixa de Brick garanteixi que Gooper i la seva esposa Mae s'apoderin de tota l'herència de Big Daddy.
Al llarg de la nit tota la família s'enfronta als problemes que han mantingut ocults fins al moment. Tant Big Daddy com Maggie per separat intenten confrontar a Brick amb la veritable naturalesa de la seva relació amb Skipper.
Brick li explica al seu pare que Maggie, convençuda que ell i Skipper mantenien una relació homosexual, es va ficar al llit amb ell per venjança. I tem que la situació va portar a l'amic al suïcidi. Brick finalment confessa a Big Daddy que l'informe de la clínica va ser falsificat perquè aquest no s'assabentés del seu estat de salut real. El pare, furiós, reuneix la família. Gooper i Mae comencen a discutir sobre la divisió dels béns de la família i s'enfronten a Big Mama.
Big Daddy reapareix i dona a conèixer els seus plans per a morir en pau. Tractant d'assegurar l'herència de Brick, Maggie li diu que està embarassada. Gooper i Mae saben que és mentida, però Big Mama i Big Daddy la creuen. Quan Maggie i Brick es queden sols ella guarda l'alcohol i li promet que farà que la mentida sigui veritat", revelant el seu perdó i el seu amor per ell.

## Representacions destacades

### Representacions en anglès
- Morosco Theatre, Broadway, 24 de març de 1955. Estrena.
  - Direcció: Elia Kazan.
  - Intèrprets: Barbara Bel Geddes - substituïda per Patricia Neal - (Maggie); Ben Gazzara - substituïda per Jack Lord - (Brick); Burl Ives (Big Daddy); Mildred Dunnock (Big Mama); Pat Hingle (Gooper); Madeleine Sherwood (Mae).
- Comedy Theatre, Londres, 1958.
  - Direcció: Peter Hall.
  - Intèrprets: Kim Stanley (Maggie), Leo McKern (Big Daddy), Paul Massie (Brick).
- American Shakespeare Theatre in Stratford, Connecticut, 1974.
  - Intèrprets: Elizabeth Ashley, Keir Dullea, Fred Gwynne, Kate Reid, Charles Siebert.
- London National Theatre, Londres, 1988.
  - Direcció: Howard Davies.
  - Intèrprets: Ian Charleson, Lindsay Duncan, Barbara Leigh-Hunt, Eric Porter.
- Broadway, 1990.
  - Intèrprets: Kathleen Turner (Maggie), Charles Durning, (Big Daddy), Daniel Hugh Kelly (Brick), Polly Holliday (Big Mama).
- Broadway, 2003.
  - Intèrprets: Ashley Judd, Jason Patric, Ned Beatty (Big Daddy), Margo Martindale (Big Mama).
- Broadway, 2008.
  - Direcció: Debbie Allen.
  - Intérprets: Terrence Howard (Brick), James Earl Jones (Big Daddy), Phylicia Rashad (Big Mama), Anika Noni Rose (Maggie), Lisa Arrindell Anderson (Mae).
- Broadway, 2013.
  - Direcció: Rob Ashford.
  - Intèrprets: Benjamin Walker (Brick), Ciarán Hinds (Big Daddy), Debra Monk (Big Mama), Scarlett Johansson (Maggie), Emily Bergl (Mae).

### Representacions en castellà
- Teatro Odeón (Buenos Aires), 1956, Estrena a l'Argentina.
  - Direcció: Francisco Petrone
  - Intèrprets: Inda Ledesma, Duilio Marzio.
- Teatro Eslava, Madrid, 30 de setembre de 1959. Estrena a Espanya.[2]
  - Direcció: José Luis Alonso.
  - Adaptació: Antonio de Cabo y Luis Sáenz.
  - Intèrprets: Aurora Bautista (Margaret), Rafael Arcos (Brick), Antonio Prieto (l'avi), Ana María Méndez, María Francés, José Miguel Rupert, Emilio Menéndez, María Jesús Lara.
- Teatro Marquina, Madrid, 1979.[3]
  - Direcció: José Luis Alonso.
  - Adaptació: Ana Diosdado.
  - Intèrprets: María José Goyanes (Margaret), Carlos Larrañaga (Brick), Montserrat Carulla, Amelia de la Torre (abuela), José Bódalo (avi), Jesús Enguita.
- Teatro Reina Victoria, Madrid, 1984.
  - Direcció: Carlos Gandolfo.
  - Adaptació: Salvador Maldonado.
  - Intèrprets: Carme Elías (Margaret), Eusebio Poncela (Brick), Marisa Paredes, Julieta Serrano, Carlos Lemos
- Teatro Español, Madrid, 1996.[4]
  - Direcció: Mario Gas.
  - Adaptació: Manuel Ángel Conejero (amb la col·laboració de Consuelo López Reyes)
  - Escenografía: Carlos Abad.
  - Intèrprets: Aitana Sánchez Gijón (Margaret), Carmelo Gómez - substituït per Toni Cantó - (Brick), Rosa Renom, Alicia Hermida, Juan Calot, Carlos Ballesteros (avi) i Alberto Muyo .
- Teatro Reina Victoria, Madrid, 2016.
  - Direcció: Amelia Ochandiano.
  - Intèrprets: Begoña Maestre (Maggie), Eloy Azorín (Brick), Juan Diego (abuelo), Ana Marzoa (abuela), José Luis Patiño (Gooper), Marta Molina (Mae).

## Adaptacions
L'obra va ser portada al cinema (amb canvis substancials en la trama) en la pel·lícula homònima de 1958, dirigida per Richard Brooks i protagonitzada per Elizabeth Taylor i Paul Newman.
També existeix dues versions per a televisió, la primera emesa en 1976, amb Natalie Wood (Maggie), Robert Wagner (Brick), Laurence Olivier (Big Daddy) i Maureen Stapleton (Big Mama). La segona data de 1984 i va comptar amb Jessica Lange (Maggie) Tommy Lee Jones (Brick) i Rip Torn (Big Daddy).

## Censura
Tant l'obra com la seva pel·lícula homònima van ser censurades a l'Argentina durant el règim militar autodenominat Revolución Libertadora.